# Узкоколейная железная дорога Рославльского торфопредприятия
Узкоколейная железная дорога Рославльского торфопредприятия — торфовозная, колея 750 мм. Максимальная длина 23 км, эксплуатируется в настоящее время 10 км. Год открытия: 1930. Грузовое движение, пассажирское движение — перевозка рабочих к торфяникам.

## История

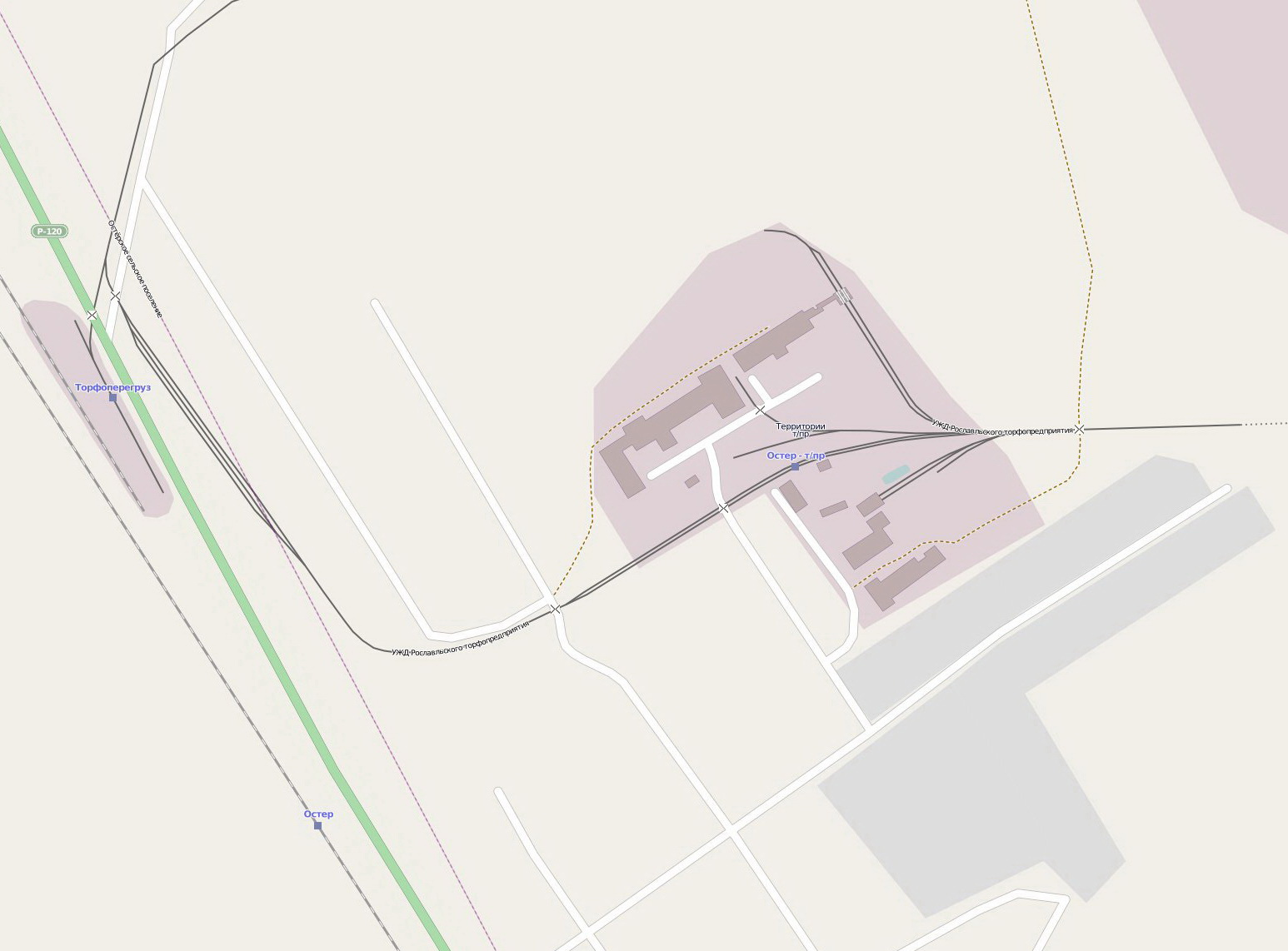
Карта Рославльского т/пр

Рославльское торфопредприятие находится в посёлке Остёр, Смоленской области. Добыча торфа в Рославльском районе началась в 1919 году, для транспортировки торфа был проложен рельсовый путь узкой колеи вагонетки с торфом перемещались ручной тягой. Торфовозная узкоколейная железная дорога, колея 750 мм была открыта в 1930 году, для вывозки торфа и перевозки пассажиров, для подвоза рабочих к торфяникам. Для переработки торфа создали предприятие по выпуску топливных брикетов.

## Современное состояние
По состоянию на 2005 год узкоколейная железная дорога действовала. Узкоколейная железная дорога действует, грузовое движение транспортировка торфа с торфоучастка и перевозка рабочих к торфяникам. Протяжённость узкоколейки с учётом всех путей 10 км, на узкоколейной железной дороге есть перегрузочная станция где торф перегружается из вагонов узкой колеи в вагоны широкой колеи или автотранспорт. В настоящее время торфопредприятие ведет добычу и переработку торфа, предприятие производит и реализует: сельскохозяйственный торф, топливный торф, а также брикетный торф (торфяной брикет). Торфопредприятие является одним из ведущих предприятий по добыче и переработке торфа в Смоленской области.

## Подвижной состав
Локомотивы:
- Тепловоз ТУ6А — № 0755
- Тепловоз ТУ8 — № 0255
- ЭСУ2А — № ***

Вагоны:
- Платформы
- Цистерны ВЦ20
- Хопперы-дозаторы
- Полувагоны для торфа ТСВ6А
- Вагон транспортёр для перевозки крупногабаритной торфодобывающей техники.
- Пассажирские вагоны ПВ40 и ВС1 (столовая)

Путевые машины:
- Снегоочиститель
- Путеукладчики ППР2МА